# 薔薇冠の祝祭
『薔薇冠の祝祭』 (ばらかんのしゅくさい、独: Rosenkranzfest、英: The Feast of the Rosary) は、ドイツ・ルネサンス期の巨匠アルブレヒト・デューラーが1506年に制作した板上の油彩画である。現在、チェコのプラハ国立美術館に収蔵されている。チェコの美術史家Jaroslav Pešina によると、「おそらく、ドイツの画家がこれまでに制作した最も素晴らしい絵画」である。 本作はまた、神聖ローマ皇帝マクシミリアン1世や彼と親しかったブルゴーニュ家の従者、人物たちによって委嘱された一連の作品と関連性があるが、これらの作品の委嘱は、マクシミリアンの最初の妻マリー・ド・ブルゴーニュを記念するため、そして、マリーの名前の聖女、聖母マリアに関連づけるほどのマリーへの崇拝現象を表現するためのものであった。

## 歴史

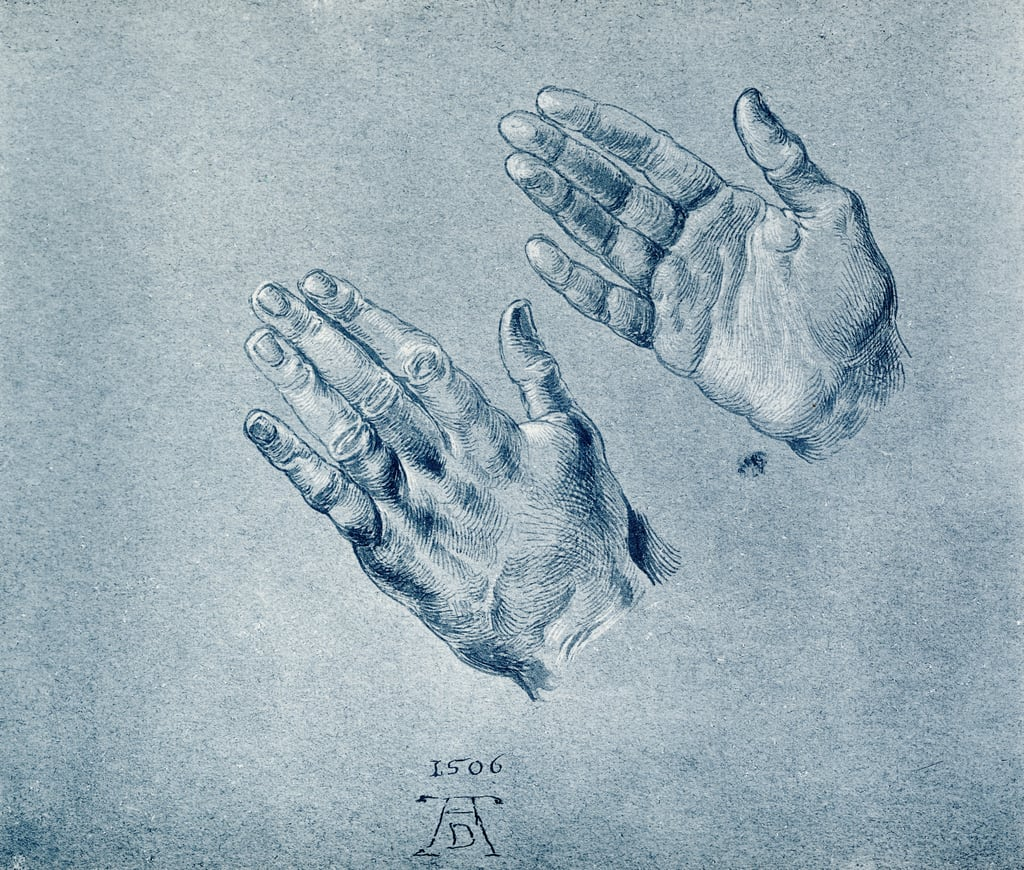
準備素描「マクシミリアンの手」。『薔薇冠の祝祭』で、デューラーは、素描の両手をより近づけて、左手が右手に重なるようにした。

本作は元来、皇帝マクシミリアン1世とローマ教皇ユリウス2世の仲介者であった銀行家ヤーコプ・フッガーにより、当時、アウクスブルクに滞在中であったデューラーに委嘱された。しかし、絵画が制作されたのは画家がヴェネツィアにいた時期であった。
作品の制作契約は、デューラーの故郷の町ニュルンベルク出身の商人たち、およびフッガー家により援助を受けた他のドイツの都市出身の商人たちの兄弟団によりヴェネツィアにおいて更新された。これら商人たちは、フォンダコ・ディ・テデスキにおいて非常に活動的で、彼らの兄弟団は1474年にヤコプ・シュプレンガーによりストラスブールで設立されたものであった。契約では、絵画は1506年6月までに完成され、ドイツの国家教会であった、リアルト（ヴェネツィアの中心にある区域）の聖バルトロメオ教会に掛けられることになっていた。契約では、「薔薇冠の祝祭」を描くよう指示されていたが、それはヴェネツィアに派遣されていたドイツ人たちが「薔薇冠の聖母マリア」を特に信仰していたからである。

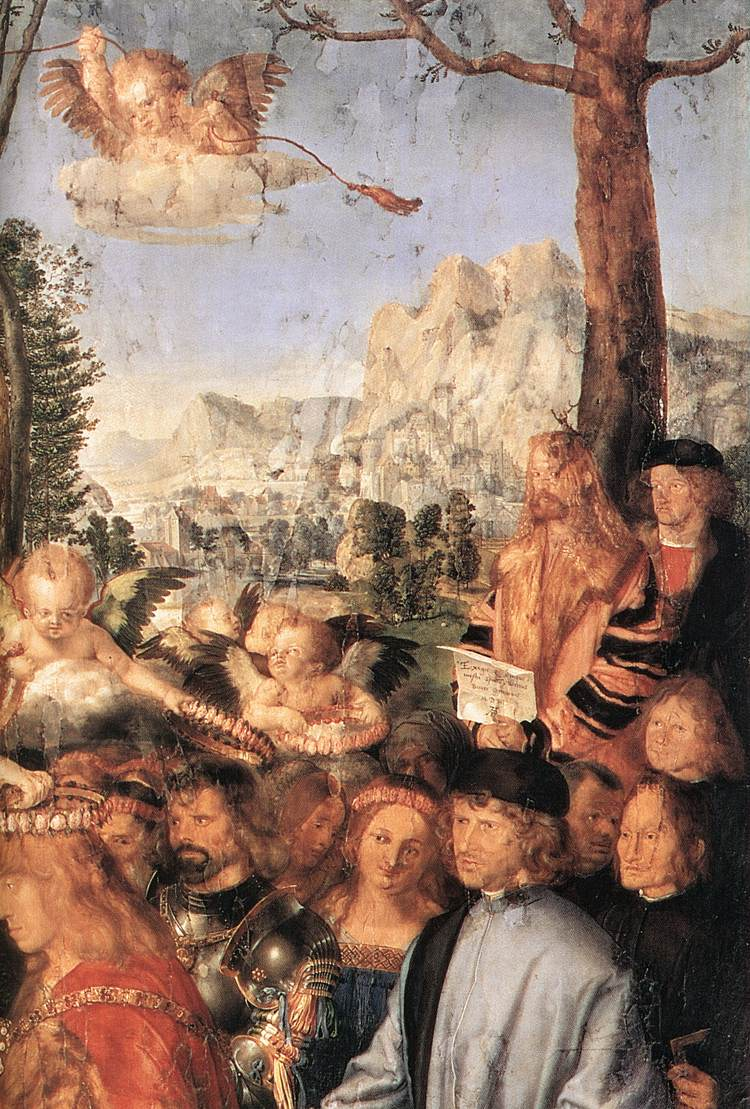
風景の細部

デューラーは、その年の9月、いまだに絵画を制作中であったが、ヴェネツィアのドージェ（統領）、大司教、貴族、数々の芸術家たちが制作された絵画を見るためにデューラーの工房に訪れた。 デューラーは、その後1523年にニュルンベルクの議会に宛てた手紙の中でその訪問について言及しているが、ヴェネツィア共和国の公式画家になるための統領からの申し出を断ったと述べている。画家の工房を訪問した画家たちの中には、ヴェネツィア派の巨匠ジョヴァンニ・ベッリーニも含まれていたかもしれない。
作品は、1606年、神聖ローマ皇帝ルドルフ2世により購入され、プラハに移された。ストラホフ修道院に収蔵され、何世紀もの間に数回修復され、絵画の表面は損傷を受けている。後にルドルフィニム (Rudolfim) に移され、最終的にチェコのプラハ国立美術館に移管された。

## 概要
絵画は、玉座に就き、幼子イエス・キリストを抱いている聖母マリアを中央に配置し、金、真珠、宝石でできた精巧な冠を持って飛翔する天使たちとともに描いている。これは、当時すでにドイツで普及していた初期フランドル派美術の図像であった。玉座の背面は緑色の布とバルダッキーノで覆われており、バルダッキーノもまた2人の飛翔する智天使によって保持されている。 1人の天使が聖母の足元に腰かけ、リュートを演奏しているが、これは明らかにジョヴァンニ・ベッリーニの祭壇画へのオマージュである。両側に左右対称に描かれた2列の崇拝者の集団に薔薇の冠を差し出しているマリアの姿が描かれている。
左側の列には、幼子イエスにより戴冠され、宗教界の人物たちに付き従われたローマ教皇ユリウス2世 (1474年、教皇印によりドイツ人兄弟団を認可した) が先頭におり、右側の列には、マリアにより戴冠され、一般の人々に付き従われた神聖ローマ皇帝フリードリヒ3世 (息子であり、デューラーの庇護者であったマクシミリアン1世とともに描かれている) がいる。デューラーは、インスブルックでマクシミリアンのために仕事をしたアンブロ―ジョ・デ・プレディスの素描にもとづいて、皇帝の肖像を描いていると思われる。 当時カトリック世界の最高権力者と見なされた教皇と皇帝はそれぞれ、教皇冠と神聖ローマ皇帝冠を取り、幼子イエスの祝福を得るためにマリアの前に跪いている姿で描かれている。

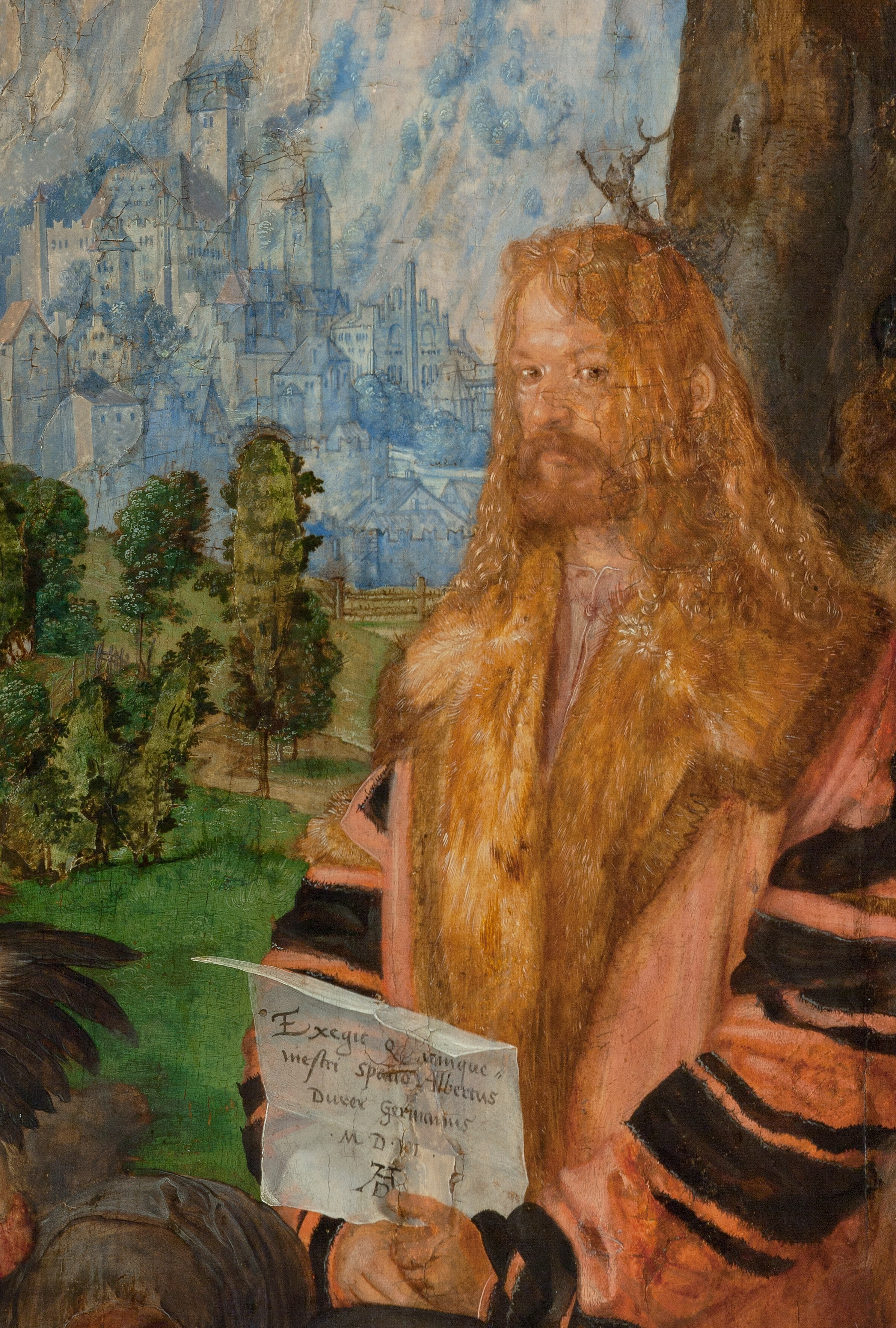
デューラーの自画像の部分

他の天使たちと、聖母の側に立っている聖ドミニクス (「薔薇冠の聖母の礼拝」の守護者) は、花の冠を配布している。左端近くには、手を合わせたヴェネツィアの大司教アントニオ・ソリアーノがおり、彼の隣には、当時サン・バルトロメオ教会の司祭であったブルカルト・フォン・シュパイアーがいるが、彼はデューラーの別の絵画でも描かれている。
右側の青々としたアルプス山脈の風景の近くには、手にカルトゥーシュ (紙片) を持った画家の自画像が描かれている。カルトゥーシュには、画家の署名と絵画制作に要した時間を記している碑文がある。画家の隣の人物は、ヴェネツィアの「薔薇冠兄弟団」の創立者レオンハルト・フィルトであると思われ、背後には、新しいフォンダコ・ディ・テデスキの建築家「アウグスブルクのヒエロニムス」がいる。本作の寄進者の肖像も加えられている。

## 解説
本作の様式は、『サン・ジョッベ祭壇画』（ヴェネツィア・アカデミア美術館、1487年）、または『聖ザカリア祭壇画』（サン・ザッカリーア教会、1505年）など、同様の静かでモニュメンタルな外観を持つジョヴァンニ・ベッリーニのいくつかの作品を想起させる。それは、とりわけ中央のギターを弾く天使に顕著である。作品の約3分の2が後の補筆によるものであり、それには人物の頭部の大半（そのため人物たちを判別するのは難しくなっている）と画面の半分が含まれている。
本作は、マクシミリアンの最初の妻マリー・ド・ブルゴーニュに捧げられた作品とも見なされている。聖母（マリー・ド・ブルゴーニュの姿で表されている）は、幼子イエス（カスティーリャ王フェリペ1世）を抱き、跪いているマクシミリアンの頭部に薔薇の冠を乗せている。1475年、ケルンで「薔薇冠兄弟団」が設立された時、マクシミリアンと彼の父フリードリヒ3世が以前からの団体員とともに列席していた。すでに1478年に 「Le chappellet des dames」 において、ブルゴーニュ宮廷の年代記作者モリネは、マリー・ド・ブルゴーニュの頭部に象徴的な薔薇冠を乗せていた。同様に、1518年、皇帝の死の前年、ウィーンの司教ズラトコの指示で、デューラーは『聖母の死』を描いたが、この絵画もまた、マクシミリアン、フェリペ1世、ズラトコ、その他の貴人に囲まれたマリー・ド・ブルゴーニュの死の床を描いたものであった。画面で、フェリペは若き福音書記者ヨハネとして、マクシミリアンは使徒の1人として頭を垂れている。この作品は、1822年のフリース・コレクションの売り立てで最後に出て以来、行方がわからない。聖歌の本、「The Alamire manuscript VatS 160」 が ローマ教皇レオ10世にブルゴーニュ・ハプスブルク家の人物、またはマクシミリアンの側近により贈られたが、そこには聖母マリア、薔薇冠のシンボル、そしてマリー・ド・ブルゴーニュへの数々の言及がある。
ディヴィッド・ローザンバーグは、『薔薇冠の祝祭』は、 ハインリヒ・イザークによるモテット「ヴィルゴ・プルデンティッシマ (Virgo Prudentissima)」（1507年にコンスタンツの神聖ローマ帝国議会のために、そして1508年にマクシミリアンの神聖ローマ皇帝としての戴冠のために作曲された）の視覚的ヴァージョンであると述べている。このモテットは、「最も慎ましい聖母は、かくして彼女自身が「天の女王」(Queen of Heaven) として戴冠されようとしている時、「賢王」に戴冠する」というものである。 モテットも本作もともに、「白い王」 (Weisskunig) は、教会の仲介ではなく、「天の女王」により直接、正統性を要求している、とローザンバーグは見なしている。 ブベニックはローザンバーグの意見に賛同し、絵画においてもリュートが見られると指摘している。
「版画はうまいが、絵画では色の使い方を知らない」とデューラーを貶したヴェネツィア人たちへの返答として、デューラーは本作を描いたのであろう。ヴェネツィア絵画の色彩や祭壇画の群像構成法を採り入れつつ、画家は上記のカルトゥーシュに「ドイツ人デューラー」と誇らしげに署名している。本作品がドイツ絵画とヴェネツィア絵画の出会いの幸福な結実であり、ヴェネツィア人からも賞賛を受けたことは十分に納得される。

## 以下も参照のこと
- Breviary Hymns of the Rosary
- Cultural depictions of Maximilian I, Holy Roman Emperor
- マリー・ド・ブルゴーニュ
- Virgo Prudentissima (Heinrich Isaac)